# 筑波節
『筑波節』（つくばぶし)は、茨城県出身の童謡詩人、野口雨情が作詞、藤井清水が作曲した、茨城県つくば市北条を舞台とした新民謡。

## 歴史
1928年に国産初のレコード『波浮の港』を作詞した野口雨情は、1930年8月、旧筑波町の江戸屋旅館で開かれた座談会に出席した。同年10月に筑波を再訪した雨情は『筑波小唄』を作詞、ただちに藤井清水が作曲し、江戸屋別館にて関係者に披露される。その際の『筑波小唄』は1番から5番まであったが、日本ビクターが制作したレコードでは、1,2番が『筑波節』、3～5番が『筑波小唄』の2つの歌となって発表された。
2012年、野口雨情の生誕130周年を記念したラジオ番組の企画がきっかけで、1930年に日本ビクターが制作した『筑波節』『筑波小唄』が収録されたSP盤レコードが発見された。

## 歌詞
筑波月の出　夜あけの日の出

　アリヤコリヤサ

山は戸遠靄　うす明かり

　つく筑波が縁どころ

　　（第二節以下囃子詞略）

花は咲いても　八重には咲かぬ

わたしや筑波の　山つつじ

筑波街道の　北条の町で

ほろり泣いたも　いつじゃやら

真壁出て見りゃ　南に筑波

逢いにゆきます　山越えて